# Lac Désert (Outaouais)
Pour les articles homonymes, voir Lac Désert.
Le lac Désert est un plan d'eau douce dans le territoire non organisé de Lac-Pythonga, dans la municipalité régionale de comté (MRC) La Vallée-de-la-Gatineau, dans la région administrative de l'Outaouais, au Québec, au Canada.
Le lac Désert est située dans la Zec Bras-Coupé–Désert.

## Géographie
Le lac Désert reçoit les eaux de plusieurs plans d'eau et cours d'eau environnants :
- côté sud : décharge du lac L'Arche, Mule, David, Peggy, Khan, Obus, Jute, Pythonga (lequel reçoit les eaux de la rivière au Hibou), Moore, Inman, Kenneth, Monney, Carr, au Hibou, Brock, Carl et Kingsbury ;
- côté est : décharge du lac Mitzi ; décharge du lac Caroline (qui se déverse au fond de la baie du Marteau) ; décharge du lac au Brochet, du Marteau, du Camp, Whitelaw, Jones, à la Vase, du Bras coupé, Laird, Blanc, Hartmoor ;
- côté nord-est : décharge du lac Placide ;
- côté ouest : décharge du lac Royal et du Petit lac Royal ; décharge dans la baie Fournier de la rivière Ignace qui draine les lacs Ignace, lac Croche, Gagamo, Labelle, Monatch, Angus, du Chevreuil, Stuart, Paul, Wabo, Zev, ainsi que les ruisseaux Whistle, Horseshoe, Amergog et Gagamo.

Le lac Désert comporte une dizaine de presqu'îles. Il comporte aussi plusieurs baies dont les principales sont : de l'Orignal (au sud), du Marteau (à l'est), Groulx (à l'est), Fournier (au nord-ouest), Woods (au nord), Catfish (au nord), et Heafy (au nord-est). L'embouchure du lac est situé au nord où la rivière Désert emprunte le détroit "The Narrows" vers le nord, puis vers l'est, jusqu'au lac Rond.
À partir du lac Désert, le parcours de la rivière Désert se dirige sur 7,7 km à priori vers le nord-est, puis vers l'est, jusqu'à la rive sud-ouest du lac Rond que le courant traverse sur 3,8 km vers le nord-est, jusqu'à l'embouchure situé au nord-est du lac.

## Toponymie
L'hydronyme "lac Désert" a été officialisé le 5 décembre 1968 à la Banque des noms de lieux de la Commission de toponymie du Québec.